# Adela cuneella
Adela cuneella là một loài bướm đêm thuộc họ Adelidae. Loài này có ở Nam Phi.